# 手塚貴晴
手塚 貴晴（てづか たかはる、1964年2月23日 - ）は日本の建築家である。手塚建築研究所共同主宰。東京都市大学教授。日本建築学会賞、吉岡賞、JIA新人賞など多数受賞。

## 来歴・人物
- 特にヴェネツィアヴィエンナーレで大きく紹介された雪に埋もれる自然科学館キョロロや楕円形の屋根で子供が遊ぶふじようちえんは有名。
- 妻は建築家の手塚由比。のこぎり屋根の家は手塚夫妻の自邸である。

### 略歴
- 東京都に生まれる。父親も建築家であった。
- 1987年 - 武蔵工業大学（現東京都市大学）卒業（卒業設計賞、学術優秀賞）
- 1990年 - ペンシルベニア大学大学院修了（年間最優秀デザイナー賞、シャンク・ウッドマン設計競技第2位）
- 1990年 - リチャード・ロジャース・パートナーシップ・ロンドン勤務
- 1994年 - 妻である手塚由比と手塚建築企画を共同設立（手塚建築研究所に改称）
- 1996年 - 武蔵工業大学専任講師
- 2003年 - 武蔵工業大学准教授
- 2009年 - 東京都市大学教授

## 主な作品
- 1996年　副島病院（佐賀市） - グッドデザイン賞金賞、日本建築学会作品選奨ほか。
- 1999年　辻堂の家
- 1999年　鎌倉山の家
- 2000年　川越の防音マンション（川越市） - グッドデザイン賞、日本商環境設計家協会JCDデザイン賞奨励賞ほか。
- 2000年　腰越のメガホンハウス
- 2000年　八王子の家
- 2001年　屋根の家 - 第18回吉岡賞、日本建築学会作品選奨、日本建築家協会JIA新人賞ほか。
- 2001年　熱海のステップハウス
- 2001年　壁のない家
- 2001年　バルコニーの家
- 2001年　空を捕まえる家１
- 2002年　のこぎり屋根の家
- 2002年　軒の家
- 2002年　薄い壁の家
- 2002年　薄い屋根の数奇屋
- 2002年　蟻塚の家
- 2002年　空を捕まえる家２
- 2003年　越後妻有森の学校キョロロ　- 日本建築学会作品選奨、ヴェネツィア・ビエンナーレ出展ほか。
- 2003年　縁側の家
- 2003年　天窓の家
- 2003年　空を捕まえる家３
- 2003年　空を捕まえる家４
- 2004年　重箱の家
- 2004年　大箱の家
- 2004年　大窓の家
- 2004年　展望台の家
- 2004年　森を捕まえる家
- 2004年　隅切りの家
- 2004年　フローティングハウス
- 2005年　山すその家
- 2006年　副島病院 増築（佐賀市）
- 2006年　庇の家
- 2006年　自分だけの空の家
- 2006年　参道の家
- 2006年　空を捕まえるスタジオ
- 2006年　展望室の家
- 2007年　回廊の家
- 2007年　海を捕まえる家
- 2007年　牛窓のアトリエ
- 2007年　丘を捕まえる家
- 2007年　高天井の町屋
- 2007年　陽を捕まえる家
- 2007年　ふじようちえん（協働：佐藤可士和）（立川市） - 経済産業大臣賞、グッドデザイン賞インターラクション特別賞、日本建築家協会賞、日本建築学会賞作品賞、キッズデザイン金賞ほか。
- 2009年　彫刻の森　ネットの森（箱根町）
- 2009年　引き出しの家
- 2009年　傘の家
- 2009年　切妻の家
- 2010年　船の家
- 2010年　かたつむりの家
- 2010年　行灯の家
- 2010年　大きな引き戸の家
- 2010年　トレーの家
- 2010年　田んぼのなかのドミノハウス
- 2011年　豪徳寺商店街の階段ハウス
- 2012年　あさひ幼稚園 UNICEF東日本大震災復興支援プロジェクト
- 2012年　山を捕まえる家
- 2012年　崖の上の家
- 2012年　高床の家
- 2012年　畑の中のコートヤードハウス
- 2012年　デッキの家
- 2012年　坂の上のデッキハウス
- 2012年　山を捕まえる家
- 2013年　チャイルド・ケモ・ハウス
- 2013年　茅ヶ崎シオン・キリスト教会・聖鳩幼稚園
- 2013年　高台の茶室
- 2013年　テントの家
- 2013年　水平線の家
- 2014年　軒の教会
- 2014年　空の森クリニック
- 2014年　COPEN LOCAL BASE KAMAKURA_由比ヶ浜
- 2015年　COPEN LOCAL BASE KAMAKURA_御成町
- 2015年　十日町産業文化発信館いこて
- 2015年　ひろばの角のバルコニーハウス
- 2016年　まちなか交流広場 ステージえんがわ
- 2016年　勝林寺
- 2018年　番町教会
- 2018年　無垢保育園
- 2018年　富岡商工会議所会館
- 2019年　渋谷フクラス
- 2019年　柏原町認定こども園ミライズそら

## 受賞歴
- 1995年　SD Review 入選 - 副島病院
- 1997年　グッドデザイン賞金賞 - 副島病院
- 1997年　佐賀市都市景観賞 - 副島病院
- 1997年　佐賀県緑の街角賞 - 副島病院
- 2000年　東京建築士会住宅建築賞 - 鎌倉山の家
- 2000年　日本商環境設計家協会JCDデザイン賞奨励賞 - 川越の防音マンション
- 2000年　川越蔵の会蔵詩句大賞 - 川越の防音マンション
- 2002年　日本建築家協会JIA新人賞 - 屋根の家
- 2002年　第18回吉岡賞 - 屋根の家
- 2004年　エコビルド賞 - 越後妻有森の学校キョロロ
- 2007年　経済産業大臣賞 キッズデザイン賞金賞 感性創造デザイン賞 - ふじようちえん
- 2007年　経済産業大臣賞 グッドデザイン賞 インタラクションデザイン賞 - ふじようちえん
- 2007年　アジアデザイン大賞 - ふじようちえん
- 2007年　こども環境学会賞 こども環境デザイン賞 - ふじようちえん
- 2008年　日本建築学会賞作品賞 - ふじようちえん
- 2009年　日本建築家協会賞 - ふじようちえん
- 2011年 　こども環境学会　デザイン奨励賞 (彫刻の森　ネットの森)
- 2011年　経済協力開発機構（OECD）効果的学習施設好事例集 最優秀賞 - ふじようちえん
- 2011年　グッドデザイン賞（オージー技研株式会社東京支店
- 2013年　こども環境学会　デザイン賞 (あさひ幼稚園)
- 2013年　日本建築学会作品選奨（Ring Around a Tree）
- 2013年　グッドデザイン賞金賞（あさひ幼稚園）
- 2013年　グッドデザイン賞（オージー技研株式会社九州支店）
- 2015年　グッドデザイン賞ベスト100（空の森クリニック）
- 2015年　日本建築家協会優秀建築賞（空の森クリニック）
- 2016年　グッドデザイン賞（よしの保育園）
- 2016年　グッドデザイン賞（三条のステージえんがわ）
- 2017年 Global Award for Sustainable Architecture（英語版）, Cité de l'architecture et du patrimoine（英語版）, UNESCO
- 2017年 Moriyama RAIC International Prize, Royal Architectural Institute of Canada http://internationalprize.raic.org/

## 主な著作
- 手塚貴晴+手塚由比建築カタログ（TOTO出版）
- 手塚貴晴+手塚由比建築カタログ２（TOTO出版）
- 手塚貴晴+手塚由比建築カタログ3（TOTO出版）
- 手塚貴晴の手で描くパース（彰国社）
- きもちのいい家（清流出版）
- Takaharu+Yui Tezuka NOSTALGIC FUTURE ERINNERTE ZUKUNFT（Jovis Deutsches Architekturmuseum（ＤＡＭドイツ建築博物館　手塚貴晴＋手塚由比展　展覧会カタログ）
- Tezuka Architects: The Yellow Book (Jovis)

## 出演
- 「情熱大陸」（2003年11月30日）23時 - 23時30分（毎日放送）
- 「渡辺篤史の建もの探訪」（2004年10月9日）9時55分 - 10時25分（テレビ朝日）
- 「トップランナー」（2006年5月14日）19時 - 19時44分（NHK教育）
- 「完成!ドリームハウス」（2008年1月6日）19時 - 21時55分（テレビ東京）
- 「超・人」（2008年7月20日）21時 - 21時55分（TBS）
- 「スマートラウンジ」（2011年12月23日/30日）23時 - 23時54分（BS朝日）- 妻の手塚由比と共に出演
- 「プロフェッショナル 仕事の流儀」（2012年6月4日）22時 - 22時48分（NHK）- 妻の手塚由比と共に出演
- 2015年で最も人気のあったTEDトーク15に選ばれる。https://www.ted.com/playlists/320/the_most_popular_talks_of_2015_1

## 手塚建築研究所出身の建築家
- 武井誠（TNA）
- 鍋島千恵（TNA）
- 眞田大輔（すわ製作所）
- 小長谷亘（小長谷亘建築設計事務所）
- 冨川浩史（冨川浩史建築設計事務所）
- 髙木昭良（髙木昭良建築設計事務所）
- 基真由美（M.A.D）
- 原田将史（ニジアーキテクツ）
- 西牟田奈々（SML）
- 村梶直人（ハルナツアーキ）
- 村梶招子（ハルナツアーキ）
- 鈴木宏亮（すずき）
- 山村尚子（すずき）
- 荒木成文（アラキアーキ）
- 藤田雄介（Camp Design inc.）
- 平山真（SHIP ARCHITECTS）
- 斉藤裕美（SHIP ARCHITECTS）
- 知念里奈（まる・ち設計/MARU・CHI）
- 樋口耕介（T/H ARCHITECTURE FACTORY）
- 瀧翠（T/H ARCHITECTURE FACTORY）